# السيد البلطي (فلم)
السيد البلطي فيلم مصري سيناريو وإخراج توفيق صالح عام 1969، قصة وحوار صالح مرسي عن روايته «زقاق السيد البلطي»، بطولة عزت العلايلي وسهير المرشدي، والفيلم من إنتاج المؤسسة المصرية العامة للسينما. تدور أحداث الفيلم في ثلاثينات القرن الماضي في مجتمع  الصيادين والذي ما زال يستخدم أدوات صيد بدائية، ورياح التغيير المتمثل في مركب ضخم بموتور سيمتلكه أحد أغنياء البلدة، ويهدد ذلك الصيادين، وعلى رأس هؤلاء المهددين بالتغيير القادم، عائلة البلطي.

## طاقم التمثيل
- عزت العلايلي: في دور حنفي ابن سيد البلطي
- سهير المرشدي: في دور زوبة بنت حمودة
- محمد نوح: في دور محمود ابن محمد البلطي
- مديحة حمدي: في دور عائشة شقيقة حنفي البلطي
- توفيق الدقن: في دور المعلم عبد الموجود
- عبدالرحمن أبو زهرة: في دور سيد افندي طبيب الصحة
- عبد البديع العربي: في دور سيد البلطي
- ناهد سمير: في دور أم حنفي البلطي
- إبراهيم عمارة: في دور محمد البلطي (والد محمود)
- عبدالعظيم عبدالحق: في دور المعلم جمعة (مالك حانة البوظة)
- فاطمة علي: في دور كايداهم
- شفيق نور الدين: في دور حمودة البلطي
- مطاوع عويس: في دور سلومة الصياد
- فتحية علي: في دور الخادمة
- طوسون معتمد: في دور صياد
- ليونى ليون: في دور الخواجة مالك المركب الكبير[5][6]

## أحداث الفيلم
تبدأ الأحداث في بيت الصياد الغائب السيد البلطي. يندفع محمود البلطي (محمد نوح) خارجًا، محتجًا على حياة الصيادين، يطارده حنفي البلطي (عزت العلايلي) ووالده محمد البلطي (إبراهيم عمارة). تراقب والدة حنفي (ناهد سمير) مايحدث من خلاف في بيت البلطي وهي تقول: «أنت فين ياسيد يا بلطي». يقف حنفي وحيدًا ينظر إلى البحر وينادي والده الغائب، الذي ذهب للصيد في البحر ولم يعد، ويدور في ذهنه كلمات: «وإيه العمل يا سيد؟ السما بتنطبق على الأرض، والزمن بقى كلب واتسعر». تتردد الإشاعات عن مصادقة السيد البلطي لحورية البحر، التي إستولت عليه. يتجمع الصيادين للتناحر حول طريقة توزيع الأنصبة بين الصيادين المستأجرين للمراكب الصغيرة، ومالك المراكب. يظهر الصياد الثري عبد الموجود (توفيق الدقن) ليعلن إنه جائه عرض من أجنبي لمشاركته في مركب ضخم، ويغضب هذا الصيادين، حيث أن ظهور مركب كبير يقضي على فرص صغار الصيادين. في حانة ليلية لتناول «البوظة» (مشروب مصري قديم من القمح المخمر)، يتواجد محمود البلطي الذي يعشق راقصة الحانة كايداهم (فاطمة علي)، كما يعشق الغناء هناك، ويتبادل الغناء مع مالك الحانة المعلم جمعة (عبد العظيم عبد الحق). يصاب العجوز حمودة البلطي (شفيق نور الدين) بمرض الربو الصدري ويحضر لعلاجه الممرض سيد افندي (عبد الرحمن أبو زهرة)، الذي يقع في حب شقيقة حنفي، الشابة الجميلة عائشة (مديحة حمدي)، التي ترغب في الزواج منه وتخشى من رفض عائلتها، بينما يقع حنفي في حب زوبة (سهير المرشدي) بنت العجوز حمودة البلطي.
تستمر الأحداث ويزداد الصراع بين صغار الصيادين وأملهم الدائم في عودة الغائب السيد البلطي، بينما يدعوهم محمود للتغيير والإتجاه للعمل على المركب الحديث الكبير. ينتهي الفيلم عند مشهد محمود مستلقيًا على ظهر مركب، بينما يسأله أحد الصيادين: «أنا خايف يامحمود تكون بتحلم، وكل اللي بتفكر فيه أحلام»، وينهض محمود ويقول: «كل الحاجات الحلوة اللي في الدنيا كانت أحلام. الحلم هو اللي بينور طريق الناس، الإنسان عمره ماتصور حاجة، الإ وكان يقدر يحققها، بشرط يكون عنده إيمان وعزيمة وصبر. بالمثابرة طول عمر الإنسان كان بيقدر يخلق الطريقة اللي بيها يقدر يحقق أكبر أحلامه»، ويعود ليكرر: «الإنسان عمره ماتصور حاجة الا وكان يقدر يحققها».

## خلفية الفيلم واستقباله
عُرض لتوفيق صالح خلال عامي 1968 و1969 ثلاثة أفلام من أصل خمسة أفلام أخرجها في مصر، هي بترتيب عرضها: «المتمردون» و«السيد البلطي» و«يوميات نائب في الأرياف»، تدور أحداثها كلها في عهد الملكية، ومن بين الثلاثة أفلام، عادة ما يتجاهل توفيق صالح فيلمه «السيد البلطي» كواحد من الأفلام التي ظهرت بعد هزيمة 1967 وقد أخرج صالح الفيلم بعد ثلاثة أشهر فقط من يونية 1967 وتأجل عرضه لأسباب رقابية إلى عام 1969. يعرض توفيق صالح مجموعة الممثلين في حيرة وإنتظار وإيمان بعودة المخلص، تنوح زوجة السيد البلطي: «بقى لو كان موجود كان ده كله حصل، يا ترى أنت فين دلوقتي يا سيد؟!» مثلما يناجي الابن حنفي الأب الغائب مواجهًا البحر: «والعمل إيه دلوقتي يا سيد، ساعدني يابا، دلني على الطريق، دا أنا ابنك يا سيد»، ويقطع صالح هنا أثناء المناجاة على لقطة من وجهة نظر موضوعية لقلعة رملية على الشط يجرفها مد الموج في طريقه مؤخرًا بذلك استمرار المناجاة والحلم باستعادة زمن الأب. يفتتح صالح فيلمه بخروج محمود على سلطة الأب والعائلة إلى «الدنيا الواسعة»، على حد تعبيره، فهو عنده رغبة أصيلة للإقتراب من الواقع وفهم قانونه من أجل أن يوجِد مكانًا لنفسه داخل عالم يتغير يومًا بعد آخر. شخصية محمود تقف على طرف نقيض من شخصية حنفي الذي يرغب في إعادة عقارب الساعة للوراء وإعادة محمود إلى حضن العائلة مرة أخرى حالمًا باستعادة زمن الأب، والجدل بينهما هو ما يصنع معني الفيلم ووعيه الخاص.
كتب موقع "بدايات": "قام توفيق صالح بإخراج «السيّد البلطي» في سبتمبر 1967، أي بعد ثلاثة أشهر من حرب 1967. صوّر الفيلمُ مجتمع الصيّادين حيث نجد عائلة البلطيّة، وهي عائلة كبيرة يغيب عنها السيّد البلطي فيصبح كلّ فرد يسير على هواه. "السيّد البلطي" هو كبير العائلة الذي يتحوّل إلى إسطورة ويبدو وكأنّ زمنه قد إنتهى، فيما ابنه (عزّت العلايلي) يبحث عن سراب الوالد ليدلّه على الطريق معلناً أن "الحمْل ثقيل".
كتبت جريدة الشرق الاوسط: "هو فيلم مهم ليس لكنيته السياسية مطلقًا، بل لتلك المهارة المباشرة التي عالج فيها المخرج البيئة الشعبية وما تتداوله من مشاكل وقضايا. كذلك مهارته في استخراج البعد الاجتماعي من التصرفات والعواطف الصغيرة منها والكبيرة. إلى ذلك عمد المخرج للتصوير (كما قام به المخضرم وديد سري) بإضاءة طبيعية، وبذا منح الفيلم بأسره مساحة تناسب وضع بيئة أبطاله المعوزين والفقراء.

## الفيلم والرقابة
سافر توفيق إلى الأردن لتقديم واجب العزاء في حماته، وعاد ليجد الرقابة قد حذفت الكثير من المشاهد، ويقول هاشم النحاس: "عرض الفيلم قبل عودته، وكانت مأساة يوم عرضه الأول، الذي حضرته، ورأيت بطل الفيلم عزت العلايلي، بعد العرض وهو يصرخ متألمًا، ويكاد يبكي من الغيظ، ويقول: "لو إن توفيق صالح نفسه شاهد الفيلم، لن يفهم منه شيئًا". يتحدث المخرج توفيق صالح عن موقف الرقابة من فيلمه "السيد البلطي" وكيف سحب الفيلم بعد عرضه، بسبب إحتجاج بعض الرقيبات على "إنحطاط" الفيلم بسبب قيام إحدى ممثلاته (سهير المرشدي) بإزالة شعر ساقها حتى الركبة.

## عن المخرج
ولد توفيق صالح في مدينة الإسكندرية عام 1926 لأب كان يعمل طبيبًا، ودرس في كلية فكتوريا، التي درس فيها في المرحلة ذاتها المفكر إدوارد سعيد والمخرج يوسف شاهين، وقد ارتبط بشاهين بعلاقة صداقة وتنافس إبداعي لعقود. حصل على ليسانس في الأدب الإنجليزي من جامعة الإسكندرية عام 1949، قبل أن ينتقل إلى باريس في بعثة لدراسة السينما في مطلع الخمسينيات. لم يكمل صالح دراسته الأكاديمية في باريس، بل إنشغل عنها بتثقيف نفسه، قراءة ومشاهدة، في السنوات الثلاث التي قضاها هناك.
تعرف على نجيب محفوظ بعد عودته إلى مصر، الذي إهتم في هذه المرحلة بالكتابة للسينما، وكتب له سيناريو فيلمه الأول «درب المهابيل» المنتج عام 1955، وكانت تلك فاتحة صحبة طويلة بينهما فيما عرف باسم «شلة الحرافيش» من أصدقاء الأديب الراحل الحائز على جائزة نوبل للآداب.
قدم المخرج توفيق صالح على مدى 40 عاما في العمل الفني حوالي سبعة أفلام روائية طويلة فقط، كان آخرها فيلم «الأيام الطويلة» 1980 الذي تم تصويره بين سوريا والعراق والذي لم يعرض في مصر حتى الآن. عاد إلى القاهرة مكتفيًا بعمله كأستاذ غير متفرغ لمادة الإخراج في المعهد العالي للسينما بالقاهرة.
رحل توفيق صالح عام 2013 عن 87 عام.

## كتاب عن المخرج وتكريمه
ضمن سلسلة «آفاق السينما»، التي تصدرها الهيئة العامة لقصور الثقافة، ويرأس تحريرها الدكتور وليد سيف، صدر كتاب«توفيق صالح.. المتمرد»، للكاتب أسامة فهمى عبد الظاهر، الكتاب يسعى للوقوف على تجارب المخرج توفيق صالح السينمائية، ودورها في الحركة الفنية والفكرية في مصر والعالم العربى، منذ منتصف القرن العشرين، إذ يعد واحدًا من مخرجى السينما الكبار، الذين إحتلوا موقعًا متميزًا ومتفردًا في أسلوب الإخراج السينمائي، وفيما يطرحه من رؤى شديدة الخصوصية. كرم مهرجان «أيام قرطاج السينمائية» التونسي عام 2012، المخرج المصري توفيق صالح وخص بالذكر فيلم «السيد البلطي».   

## المخرج ممثلًا
قام المخرج توفيق صالح بالتمثيل في فيلم من إخراج صديقه يوسف شاهين، حيث ظهر في فيلم إسكندرية كمان و كمان عام 1990، في مشاهد اجتماع الممثلين وإعتصامهم في نقابة الممثلين.

## وصلات خارجية
- مقالات تستعمل روابط فنية بلا صلة مع ويكي بيانات
- السيد البلطي
- السيد البلطي